# Melanosuchus niger
El caimán negro o jacaré negro (Melanosuchus niger) es un saurópsido aligatórido, siendo la única especie de su género viva. Presenta un característico color negro y habita en la Amazonía. Llegan a medir 6 m, por lo que pueden devorar animales como venados o capibaras, e incluso tapires y otros mamíferos de gran tamaño.

## Características
Como su nombre común y científico lo implican, el caimán negro tiene una coloración oscura cuando es adulto. En algunos individuos, la coloración oscura puede parecer casi negra. Tiene bandas grises a marrones en la mandíbula inferior. Los juveniles tienen una coloración más vibrante en comparación con los adultos con bandas prominentes de color blanco a amarillo pálido en los flancos que permanecen presentes hasta bien entrada la edad adulta, al menos más en comparación con otras especies. La morfología es bastante diferente de otros caimánes pero la cresta ósea que tienen otros caimanes está presente. La cabeza es grande y pesada, una ventaja para atrapar presas más grandes. Como todos los animales parecidos a los cocodrilos, los caimanes son criaturas largas y rechonchas, con mandíbulas grandes, colas largas y patas cortas. Tienen una piel gruesa y escamosa, y sus ojos y narices están ubicados en la parte superior de su cabeza, esto les permite ver y respirar mientras el resto de su cuerpo está bajo el agua.
El caimán negro es el depredador más grande del ecosistema amazónico y se alimenta de una variedad de peces, reptiles, aves y mamíferos. Es un depredador generalista y superdepredador, potencialmente capaz de capturar cualquier animal dentro de su rango, incluidos otros depredadores. Se han realizado pocos estudios ecológicos sobre la especie, pero el caimán negro tiene su propio nicho ecológico que permite la convivencia sin demasiada competencia. Como el depredador más grande del ecosistema, también puede ser una especie clave, desempeñando un papel importante en el mantenimiento de la estructura del ecosistema. 
La reproducción tiene lugar en la estación seca, Las hembras construyen un montículo de nido con una cámara de huevos, protegiendo los huevos de los depredadores. Las crías forman grupos llamados manadas, custodiados por la presencia de la hembra. Una vez común, fue cazado hasta casi la extinción principalmente por su piel de alto valor comercial. Ahora está regresando, catalogado como Dependiente de la Conservación. En general, una especie poco conocida, no se investigó en detalle hasta la década de 1980, cuando el comercio del cuero ya había pasado factura. Es una especie peligrosa para los humanos, y han ocurrido ataques en el pasado.

## Distribución geográfica y hábitat
- Su hábitat natural es la Amazonía.
- Es nativo de Bolivia, Brasil, Colombia, Ecuador, Guayana Francesa, Guyana, Perú y Venezuela.

## Estado de conservación y amenazas
Los humanos cazan a los caimanes negros por su cuero o su carne. Esta especie fue clasificada como En Peligro de extinción en la década de 1970 debido a la gran demanda de su piel en el mercado. El comercio de cuero del caimán negro alcanzó su punto máximo entre las décadas de 1950 y 1970, cuando el caimán de anteojos (Caiman crocodilus), más pequeño pero mucho más común, se convirtió en la especie más cazada. En la actualidad la población local todavía comercializa pieles y carne de caimán negro a pequeña escala, pero la especie se ha recuperado en general de la caza excesiva en el pasado. El hecho de que los caimanes negros pongan, en promedio, alrededor de 40 huevos les ha ayudado a recuperarse hasta cierto punto. Una amenaza constante es la destrucción del hábitat, ya que el desarrollo y la tala de árboles ahora es una epidemia en América del Sur. Actualmente los caimanes de anteojos han llenado el nicho de cocodrilos depredadores de peces en muchas áreas, debido a su mayor número y sus capacidades reproductivas más rápidas. Las poblaciones de caimán anteojos están superando localmente a los caimanes negros, aunque la especie más grande es la dominante. Se necesita una gestión persistente para controlar la caza de caimanes y es bastante difícil de hacer cumplir con eficacia. Tras el agotamiento de la población de caimanes negros, las pirañas y capibaras alcanzaron números normalmente altos de población, habiendo perdido quizás a su principal depredador. Esto, a su vez, ha llevado a un aumento de las pérdidas agrícolas y ganaderas. 
Para agravar los problemas de conservación que enfrenta, esta especie ocasionalmente ha atacado a humanos. La mayoría de las historias están mal documentadas y no confirmadas, pero dado su formidable tamaño y la fuerza de esta especie, los ataques a los humanos suelen ser fatales. 
La especie es poco común en cautiverio y su reproducción ha demostrado ser un desafío. La primera cría en cautiverio fuera de su área de distribución nativa fue en el zoológico de Aalborg en 2013.